# Zainadine Júnior
Zainadine Abdula Chavango Júnior (Maputo, 24 giugno 1988) è un calciatore mozambicano, difensore svincolato.

## Caratteristiche tecniche
Gioca come terzino destro, ma può essere impiegato anche al centro della difesa.

## Statistiche

### Cronologia presenze e reti in nazionale
Aggiornato al 10 giugno 2023

| Cronologia completa delle presenze e delle reti in nazionale ― Mozambico | Cronologia completa delle presenze e delle reti in nazionale ― Mozambico | Cronologia completa delle presenze e delle reti in nazionale ― Mozambico | Cronologia completa delle presenze e delle reti in nazionale ― Mozambico | Cronologia completa delle presenze e delle reti in nazionale ― Mozambico | Cronologia completa delle presenze e delle reti in nazionale ― Mozambico | Cronologia completa delle presenze e delle reti in nazionale ― Mozambico | Cronologia completa delle presenze e delle reti in nazionale ― Mozambico |
| Data                                                                     | Città                                                                    | In casa                                                                  | Risultato                                                                | Ospiti                                                                   | Competizione                                                             | Reti                                                                     | Note                                                                     |
| ------------------------------------------------------------------------ | ------------------------------------------------------------------------ | ------------------------------------------------------------------------ | ------------------------------------------------------------------------ | ------------------------------------------------------------------------ | ------------------------------------------------------------------------ | ------------------------------------------------------------------------ | ------------------------------------------------------------------------ |
| 8-6-2010                                                                 | Johannesburg                                                             | Mozambico                                                                | 0 – 3                                                                    | Portogallo                                                               | Amichevole                                                               | -                                                                        | 86’                                                                      |
| 17-11-2010                                                               | Maputo                                                                   | Mozambico                                                                | 1 – 3                                                                    | Zimbabwe                                                                 | Amichevole                                                               | -                                                                        | 66’                                                                      |
| 9-2-2011                                                                 | Maputo                                                                   | Mozambico                                                                | 1 – 1                                                                    | Botswana                                                                 | Amichevole                                                               | -                                                                        |                                                                          |
| 23-4-2011                                                                | Maputo                                                                   | Mozambico                                                                | 2 – 0                                                                    | Tanzania                                                                 | Amichevole                                                               | -                                                                        |                                                                          |
| 4-6-2011                                                                 | Lusaka                                                                   | Zambia                                                                   | 3 – 0                                                                    | Mozambico                                                                | Qual. Coppa d'Africa 2012                                                | -                                                                        |                                                                          |
| 8-10-2011                                                                | Maputo                                                                   | Mozambico                                                                | 3 – 0                                                                    | Comore                                                                   | Qual. Coppa d'Africa 2012                                                | -                                                                        |                                                                          |
| 11-11-2011                                                               | Moroni                                                                   | Comore                                                                   | 0 – 1                                                                    | Mozambico                                                                | Qual. Mondiali 2014                                                      | -                                                                        |                                                                          |
| 15-11-2011                                                               | Maputo                                                                   | Mozambico                                                                | 4 – 1                                                                    | Comore                                                                   | Qual. Mondiali 2014                                                      | -                                                                        |                                                                          |
| 29-2-2012                                                                | Dar es Salaam                                                            | Tanzania                                                                 | 1 – 1                                                                    | Mozambico                                                                | Qual. Coppa d'Africa 2013                                                | -                                                                        | 76’                                                                      |
| 1-6-2012                                                                 | Alessandria d'Egitto                                                     | Egitto                                                                   | 2 – 0                                                                    | Mozambico                                                                | Qual. Mondiali 2014                                                      | -                                                                        | 61’                                                                      |
| 10-6-2012                                                                | Maputo                                                                   | Mozambico                                                                | 0 – 0                                                                    | Zimbabwe                                                                 | Qual. Mondiali 2014                                                      | -                                                                        |                                                                          |
| 16-6-2012                                                                | Maputo                                                                   | Mozambico                                                                | 1 – 1                                                                    | Tanzania                                                                 | Qual. Coppa d'Africa 2013                                                | -                                                                        |                                                                          |
| 11-9-2012                                                                | Nelspruit                                                                | Sudafrica                                                                | 2 – 0                                                                    | Mozambico                                                                | Amichevole                                                               | -                                                                        |                                                                          |
| 13-10-2012                                                               | Marrakech                                                                | Marocco                                                                  | 4 – 0                                                                    | Mozambico                                                                | Qual. Coppa d'Africa 2013                                                | -                                                                        |                                                                          |
| 24-3-2013                                                                | Maputo                                                                   | Mozambico                                                                | 0 – 0                                                                    | Guinea                                                                   | Qual. Mondiali 2014                                                      | -                                                                        |                                                                          |
| 18-7-2014                                                                | Dar es Salaam                                                            | Tanzania                                                                 | 2 – 2                                                                    | Mozambico                                                                | Qual. Coppa d'Africa 2015                                                | -                                                                        |                                                                          |
| 3-8-2014                                                                 | Maputo                                                                   | Mozambico                                                                | 2 – 1                                                                    | Tanzania                                                                 | Qual. Coppa d'Africa 2015                                                | -                                                                        |                                                                          |
| 6-9-2014                                                                 | Ndola                                                                    | Zambia                                                                   | 0 – 0                                                                    | Mozambico                                                                | Qual. Coppa d'Africa 2015                                                | -                                                                        | 42’                                                                      |
| 10-9-2014                                                                | Maputo                                                                   | Mozambico                                                                | 1 – 1                                                                    | Niger                                                                    | Qual. Coppa d'Africa 2015                                                | -                                                                        | 70’                                                                      |
| 11-10-2014                                                               | Maputo                                                                   | Mozambico                                                                | 2 – 0                                                                    | Capo Verde                                                               | Qual. Coppa d'Africa 2015                                                | -                                                                        |                                                                          |
| 15-10-2014                                                               | Praia                                                                    | Capo Verde                                                               | 1 – 0                                                                    | Mozambico                                                                | Qual. Coppa d'Africa 2015                                                | -                                                                        |                                                                          |
| 15-11-2014                                                               | Maputo                                                                   | Mozambico                                                                | 0 – 1                                                                    | Zambia                                                                   | Qual. Coppa d'Africa 2015                                                | -                                                                        |                                                                          |
| 19-11-2014                                                               | Niamey                                                                   | Niger                                                                    | 1 – 1                                                                    | Mozambico                                                                | Qual. Coppa d'Africa 2015                                                | -                                                                        |                                                                          |
| 14-6-2015                                                                | Maputo                                                                   | Mozambico                                                                | 0 – 1                                                                    | Ruanda                                                                   | Qual. Coppa d'Africa 2015                                                | -                                                                        |                                                                          |
| 6-9-2015                                                                 | Belle Vue                                                                | Mauritius                                                                | 1 – 0                                                                    | Mozambico                                                                | Qual. Coppa d'Africa 2015                                                | -                                                                        |                                                                          |
| 11-11-2015                                                               | Maputo                                                                   | Mozambico                                                                | 1 – 0                                                                    | Gabon                                                                    | Qual. Mondiali 2018                                                      | -                                                                        | 13’                                                                      |
| 14-11-2015                                                               | Libreville                                                               | Gabon                                                                    | 1 – 0 (5 - 3 dtr)                                                        | Mozambico                                                                | Qual. Mondiali 2018                                                      | -                                                                        |                                                                          |
| 24-3-2016                                                                | Accra                                                                    | Ghana                                                                    | 3 – 1                                                                    | Mozambico                                                                | Qual. Coppa d'Africa 2017                                                | -                                                                        |                                                                          |
| 27-3-2016                                                                | Maputo                                                                   | Mozambico                                                                | 0 – 0                                                                    | Ghana                                                                    | Qual. Coppa d'Africa 2017                                                | -                                                                        | 38’                                                                      |
| 4-6-2016                                                                 | Kigali                                                                   | Ruanda                                                                   | 2 – 3                                                                    | Mozambico                                                                | Qual. Coppa d'Africa 2017                                                | -                                                                        |                                                                          |
| 15-11-2016                                                               | Maputo                                                                   | Mozambico                                                                | 1 – 1                                                                    | Sudafrica                                                                | Amichevole                                                               | -                                                                        |                                                                          |
| 10-6-2017                                                                | Ndola                                                                    | Zambia                                                                   | 0 – 1                                                                    | Mozambico                                                                | Qual. Coppa d'Africa 2019                                                | -                                                                        |                                                                          |
| 8-9-2018                                                                 | Maputo                                                                   | Mozambico                                                                | 2 – 2                                                                    | Guinea-Bissau                                                            | Qual. Coppa d'Africa 2019                                                | 1                                                                        |                                                                          |
| 13-10-2018                                                               | Maputo                                                                   | Mozambico                                                                | 1 – 2                                                                    | Namibia                                                                  | Qual. Coppa d'Africa 2019                                                | -                                                                        |                                                                          |
| 16-10-2018                                                               | Windhoek                                                                 | Namibia                                                                  | 1 – 0                                                                    | Mozambico                                                                | Qual. Coppa d'Africa 2019                                                | -                                                                        |                                                                          |
| 18-11-2018                                                               | Maputo                                                                   | Mozambico                                                                | 1 – 0                                                                    | Zambia                                                                   | Qual. Coppa d'Africa 2019                                                | -                                                                        |                                                                          |
| 4-9-2019                                                                 | Belle Vue                                                                | Mauritius                                                                | 0 – 1                                                                    | Mozambico                                                                | Qual. Mondiali 2022                                                      | -                                                                        | Cap.                                                                     |
| 10-9-2019                                                                | Maputo                                                                   | Mozambico                                                                | 2 – 0                                                                    | Mauritius                                                                | Qual. Mondiali 2022                                                      | -                                                                        | Cap. 66’                                                                 |
| 13-10-2019                                                               | Nairobi                                                                  | Kenya                                                                    | 0 – 1                                                                    | Mozambico                                                                | Amichevole                                                               | -                                                                        |                                                                          |
| 14-11-2019                                                               | Maputo                                                                   | Mozambico                                                                | 2 – 0                                                                    | Ruanda                                                                   | Qual. Coppa d'Africa 2021                                                | -                                                                        |                                                                          |
| 12-11-2020                                                               | Douala                                                                   | Camerun                                                                  | 4 – 1                                                                    | Mozambico                                                                | Qual. Coppa d'Africa 2021                                                | -                                                                        |                                                                          |
| 3-9-2021                                                                 | Maputo                                                                   | Mozambico                                                                | 0 – 0                                                                    | Costa d'Avorio                                                           | Qual. Mondiali 2022                                                      | -                                                                        | Cap.                                                                     |
| 7-9-2021                                                                 | Soweto                                                                   | Malawi                                                                   | 1 – 0                                                                    | Mozambico                                                                | Qual. Mondiali 2022                                                      | -                                                                        | Cap.                                                                     |
| 13-11-2021                                                               | Cotonou                                                                  | Costa d'Avorio                                                           | 3 – 0                                                                    | Mozambico                                                                | Qual. Mondiali 2022                                                      | -                                                                        |                                                                          |
| 16-11-2021                                                               | Cotonou                                                                  | Mozambico                                                                | 1 – 0                                                                    | Malawi                                                                   | Qual. Mondiali 2022                                                      | -                                                                        |                                                                          |
| 2-6-2022                                                                 | Johannesburg                                                             | Mozambico                                                                | 1 – 1                                                                    | Ruanda                                                                   | Qual. Coppa d'Africa 2023                                                | -                                                                        |                                                                          |
| 8-6-2022                                                                 | Cotonou                                                                  | Benin                                                                    | 0 – 1                                                                    | Mozambico                                                                | Qual. Coppa d'Africa 2023                                                | -                                                                        |                                                                          |
| 24-3-2023                                                                | Diamniadio                                                               | Senegal                                                                  | 5 – 1                                                                    | Mozambico                                                                | Qual. Coppa d'Africa 2023                                                | -                                                                        | 74’                                                                      |
| Totale                                                                   |                                                                          | Presenze                                                                 | 48                                                                       |                                                                          | Reti                                                                     | 1                                                                        |                                                                          |

## Palmarès

### Club

#### Competizioni nazionali
- Taça de Moçambique: 1

Liga Muçulmana: 2012